# Kolos László
Némai Kolos László (fl. 1481–1507), koronaőr, 1507-ben Drégely vára várnagya, 1493-ban a visegrádi vár várnagya, földbirtokos.

## Élete
Az ősrégi nemesi származású némai Kolos családnak a sarja. Apja némai Kolos László (fl. 1426–1481), komáromi várnagy 1460-ban, esztergomi várnagy 1458-ban, földbirtokos. Anyja az ismeretlen vezetéknevű Margit (fl. 1495–1500) asszony volt. Az apai nagyapja Lovaspatonai avagy némai Kolos Jeromos (fl. 1412–1457), földbirtokos, aki cseszneki várnagy volt 1434 és 1437 között. Kolos László fivére némai Kolos Jakab, földbirtokos, és leánytestvérei Zolyómi Tamásné némai Kolos Anna (fl. 1500), valamint némai Kolos Borbála (fl. 1500), akinek a férje osztopáni Perneszy Zsigmond (fl. 1453-1506), Újlaki Miklós főtanácsosa, somogyi alispán, földbirtokos.
1490-ben II. Ulászló a király kíséretében tartózkodott némai Kolos László 4 vitézével. 1493-ban a visegrádi vár várnagya és egyben koronaőr. 1497-ben mégmindig a visegrádi várnagy és egyben koronaőr volt döbentei Himffy Imre mellett. Egy ekkoriban kelt okmány szerint: "Bakócz Tamás egri püspök és Szapolyai István, a Szepesföld örökös grófja, Magyarország nádora emlékezetül adjuk, hogy, mivel vitézlő döbrentei Himfl Imre, és némái Kolos László visegrádi várnagyok - akiket mi rendeltünk ki az ország Szent Koronájának őrzésére - magát a Szent Koronát hűségesen megőrizték, és a Szent András ünnepét követő szombaton (1497. december 2-án) hűségesen kezeinkhez visszaszolgáltatlak, ezért mi jelen levelünkkel tanúsítjuk, hogy ők a Szent Korona visszaszolgáltatása alól mentesek s annak minden módon eleget tettek. Kelt a nevezeti visegrádi várban, a fent írt szombaton az úr ezernégyszázkilencvenhetedikévében." 1507-ben némai Kolos László a Drégely vára várnagyaként szolgált.

## Házassága és leszármazottjai
A feleségének a neve ismeretlen. Két fiú- és egy leánygyermekről lehet tudni a források alapján:
- némai Kolos Anna. Férje: sávolyi Jósa István (fl. 1510–1540), földbirtokos. Jósa István és Kolos Anna unokája: sávolyi Jósa Ilona, akinek a férje zicsi Zichy György (fl. 1548–1604), Moson és Vas vármegye alispánja, földbirtokos.
- némai Kolos Jakab (fl. 1508–1511), földbirtokos.
- némai Kolos Ambrus (fl. 1508–1518), veszprémi követ, földbirtokos. Felesége: sávolyi Jósa Orsolya (fl. 1503).

## Koronaőri esküje
"Én, Némái Kolos László, a visegrádi vár várnagya elismerem, s ezzel az oklevéllel tudomására adom mindenkinek, akit illet, hogy a Krisztusban tisztelendő atyám, Tamás győri és választott egri püspök a familiárisai közül engem tett meg e Visegrád vár várnagyává, s jelölt ki a szent korona őrzésére. Ezért neki keresztény hitemre és emberségemre hivatkozva ígérem és az élő Istenre, a Szűz Máriára és minden szentekre esküszöm, hogy az én püspök uramnak ettől az időtől fogva hűségesen és tisztességben szolgálok, a nevezett várat és a szent koronát hűségesen őrzöm és megtartom. Ha pedig az történnék, hogy az én püspök uramat akár a halál, akár a balszerencse kerítené hatalmába, a visegrádi várat és a koronát az én uram részére, helyette tisztelendő Ferenc budai prépost úrnak, az ő testvérének őrizem meg és a szent koronát arról a helyről, ahová azt az én uram Nagyságos Zápolya István szepesi gróf, Magyarország nádorával együtt elhelyezte, tudta, akarata és kifejezett beleegyezése nélkül sohasem mozdítom el, s nem teszem rá a kezem, s azt sem a király őfelségének, sem a főpapoknak és báróknak, s sem senki másnak ki nem adom. Ha pedig az én püspök uram, illetve az említett esetben a mondott Ferenc prépost úr, tőlem a várat és a szent koronát visszavenné és engemet innen elmozdít és máshol helyez el, minden kifogás és ellenkezés és ürügy nélkül vissza- bocsátom és visszaadom. Hozzáértve azt, hogy sem az én püspök uramat, sem az említett testvérét nem vagyok köteles a várba annyi emberrel bebocsátani, amennyivel nálam és várnagy társamnál, illetve a hozzánk tartozóknál erősebbek és hatalmasabbak lehetnek. S nem vagyok köteles több katonát befogadni, mint amennyi elrendeltetett, illetve amennyivel társam, vagyis a nádor úr várnagya egy bizonyos időben rendelkezik. Ha mégis megtörténnék, hogy valaki a hatalmasok közül a várat megostromolná, abban az esetben az én tisztelendő uram és az említett nádor uram, illetve fiának nagyságos János uram embereit egyenlő számban köteles vagyok az idő szerinti társammal a vár védelmére bebocsátani. S ahogyan köteles vagyok e Visegrád vára és a korona őrzésére és megóvására, ugyanazzal a hűséggel, amellyel az én püspök uramnak és következésképp Ferenc úrnak, a testvérének, ugyanazonképpen kötelezem magam a nádor úrnak, illetve fiának, János úrnak. E tekintetben semmi többel nem tartozom püspök uramnak és nevezett testvérének, mint a nádor úrnak és a fiának, János úrnak. Ismételten esküvel fogadom és ígérem, hogy mindezeket a már említett keresztény hitemre és emberségem elvesztése és örökös gyalázat és hitszegés terhe mellett állhatatosan és rendületlenül az én püspök uramnak és testvérének, nevezett Ferenc prépost úrnak megtartom. E dolog hitelére és megerősítésére jelen levelet a saját nemesi címeremet ábrázoló pecsétemmel ellátva az említett püspök úrnak, illetőleg mondott testvérének átadtam. Kelt az említett Visegrád várában, az Ür 1493. évében."